# 紀元前501年
紀元前501年（きげんぜんごひゃくいちねん）は、西暦（ローマ暦）による年。
当時、古代ローマにおいては、「アウルンクスとラルティウスが共和政ローマ執政官に就任した年」として知られていた。紀元前1世紀の共和政ローマ末期以降においてはローマ建国紀元253年とされた。紀年法として西暦（キリスト紀元）がヨーロッパで広く普及した中世時代初期以降、この年は紀元前501年と表記されるのが一般的となった。

## 他の紀年法
- 干支 : 庚子
- 日本
  - 皇紀160年
  - 懿徳天皇10年
- 中国
  - 周 - 敬王19年
  - 魯 - 定公9年
  - 斉 - 景公47年
  - 晋 - 定公11年
  - 秦 - 哀公36年
  - 楚 - 昭王15年
  - 宋 - 景公16年
  - 衛 - 霊公34年
  - 陳 - 湣公元年
  - 蔡 - 昭侯18年
  - 曹 - 伯陽元年
  - 鄭 - 献公13年
  - 燕 - 簡公4年
  - 呉 - 闔閭14年
- 朝鮮
  - 檀紀1833年
- ベトナム :
- 仏滅紀元 : 44年
- ユダヤ暦 : 3260年 - 3261年

## できごと

### 地中海地域
- クレイステネスがアテナイの民主政を改革する。
- ナクソスが、アケメネス朝ペルシアに攻撃される。
- サビニ族からの脅威に対し、共和政ローマが独裁官を新設する。
- ガディール（現在のカディス）が、カルタゴによって占領される。（おおよその年代）

### 中国
- 宋の景公が楽大心を晋に派遣して同盟を結ばせた。
- 魯から離反した陽虎が陽関の萊門に火を放って包囲を脱し、斉に亡命した。斉に拘禁されたため、脱出して宋に入り、さらに晋に逃れて趙氏の庇護を受けた。
- 斉と衛の連合軍が晋の夷儀を攻撃した。晋軍が中牟を出立して、斉軍を撃破した。
- 孔子が、魯の定公によって中都の宰に任じられる[1]。

## 死去
- 哀公 - 秦の君主（在位：紀元前536年 - 紀元前501年）（生年不詳）
- 鄧析 - 鄭の政治家。子産の成文法を批判した。